# Foceia
Foceia (grego antigo Φώκαια,Phôkaia) era uma cidade grega da Ásia Menor, onde atualmente se encontra a cidade de Foça ou Eskifoça, no golfo de Esmirna, na Turquia. 
O seu nome provém da palavra foca (animal), que foi o símbolo da cidade. Foi fundada por colonos de Eritreia e Teus no século VIII a.C. Foi um importante porto comercial, e manteve tratos com todo o Mediterrâneo ocidental (Massalia, Nice, Tartessos, Ampúrias, Alália, Córsega e Vélia). Os habitantes de Foceia recebem o nome de fócios, foceus ou focenses.

## Geografia
Foceia foi a mais setentrional das cidades jônias. Estrabo afirma que marcava o começo da Jônia e o limite da Eólida. Estava situada perto da boca do rio Hermo (o atual Gediz), na costa da península que separa o golfo de Cime a norte, assim designada pela maioria das cidades da região da Eólida, e o golfo de Esmirna a sul. Tinha dois excelentes portos.

## História
O antigo geógrafo Pausânias afirmava que Foceia foi fundada pelos focídios sob liderança ateniense: 
| “ | Os focenses são por nascimento originários de (...) Fócida ao pé do Parnaso, os quais passaram à Ásia com os atenienses Filógenes e Damão. A região foi tomada dos de Cime não por guerra, mas em virtude de um acordo. Porém, como os jônios não os receberam no Paniónio até tomarem reis da raça dos Códridas, por isso aceitaram dos de Eritras de Teus a Deetes, a Periclo e a Abarto. | ” |

Os restos de cerâmica indicam a presença eólia e jônia no século IX a.C. A data aproximada do estabelecimento de Foceia pode ser deduzida.
Segundo Heródoto, os foceus foram os primeiros gregos que realizaram longas viagens por mar e que descobriram o Adriático, o Tirreno, Ibéria e Tartessos. Heródoto relata que os foceus se tornaram muito amigos do rei Argantonio e este animou-os a abandonar a Jônia e a estabelecer-se na zona dos seus domínios que preferissem e, ao não conseguir persuadi-los e ficar a saber os progressos dos persas, deu-lhes dinheiro para circundarem a sua cidade com um muro. O relativo a Argantonio é historicamente incoerente, pois Foceia não se sentiu inquieta pelos progressos persas até a queda de Sardes, e foi tomada por volta de 540 a.C.
Provavelmente comerciassem com os gregos da colônia de Náucratis no Egito, que era colônia da cidade jônia de Mileto. A norte, provavelmente ajudaram a colonizar Amisos (Samsun) no mar Negro, e Lâmpsaco no extremo setentrional do Helesponto (atual Dardanelos). Contudo, as principais colônias foceias estiveram no Mediterrâneo ocidental. Os focenses fundaram sucessivamente as colônias de Massália (atual Marselha) em 600 a.C., na desembocadura do rio Ródano, depois Agde (Agathe Tychée), Egitna (Cannes), Antípolis (Antibes) ou Niceia (Nice). Depois Alália (atual Aléria), na costa oriental da Córsega, defronte da Etrúria, c. 545 a.C., assim como Empório (Ampúrias) na península Ibérica.
Foceia permaneceu independente até o reinado do rei lídio Creso (c. 560—545 a.C.), quando eles, com o restante da terra firme de Jônia, primeiro, caíram sob controle lídio e depois, com Lídia foram conquistados pelo medo Harpago, geral do xá Ciro II, o Grande da Pérsia em 546 a.C., numa das contendas iniciais que terminaram no grande conflito greco-persa.
Quando estavam submetidos aos persas, os foceus abandonaram a sua cidade. Alguns fugiram para Quios, outros para as suas colônias da Córsega e a outros locais do Mediterrâneo. Alguns finalmente regressaram para Foceia.
Na costa oriental da Córsega, 20 anos antes destes fatos fundaram a cidade de Alália. Contudo, quando se dispunham a partir rumo a Córsega, desembarcaram em Foceia e mataram a guarnição persa que, por ordem de Harpago, defendia a cidade.
Em 535 a.C., os foceus travaram uma  batalha naval em Alália contra os Etruscos e os Cartagineses, na qual 40 das suas naves foram destruídas e as 20 remanescentes ficaram inservíveis. Após a derrota, que marcou o começo do retrocesso dos gregos no Mediterrâneo ocidental e o começo da expansão cartaginesa, puseram rumo para Régio. Partindo dali fundaram na Lucânia a cidade de Eleia (a latina Vélia), a sul de Pesto, por volta de 540 a.C.
Em 500 a.C., Foceia uniu-se à revolta jônica contra a Pérsia. Indicativo das suas proezas navais foi que Dionísio, um foceu, fora nomeado chefe da frota na decisiva batalha naval de Lade (no princípio do verão de 494 a.C.) pelos próbulos (probouloi) jônios reunidos no Paniónio. Dado que o número das naves foceias era exíguo (apenas três de um total de 353 trirremes), a sua nomeação talvez visasse evitar receios entre as potências que mais naves contribuíam. A frota jônia foi derrotada e finalizou a revolta.
Pela sua vez, o foceu Dionísio, ao aperceber que a causa dos jônios estava perdida, fugiu após capturar três naves inimigas. Contava com seis navios de combate, mas não partiu com rumo a Foceia -sabia que tal cidade, assim como o restante de Jônia, ia ser escravizada- , mas para a Fenícia, numa zona muito próspera, pelo intenso tráfego comercial das cidades do litoral fenício, e onde o inimigo não esperava que pudesse agir. Naquelas águas afundou vários gaulos, obtendo um quantiosa pilhagem, e posteriormente dirigiu-se para a Sicília, onde estabeleceu a sua base e esteve dedicado à pirataria em detrimento de cartagineses e tirrenos. Nesta época, dedicar-se à pirataria não significava a menor desonra. É mais, Dionísio aparecia como um patriota ao não atacar os navios dos seus compatriotas e sim os de Cartago e Etrúria, que mantinham um intenso tráfego comercial nas águas sicilianas.
Após a derrota de Xerxes I pelos gregos em 480 a.C. e o conseguinte aumento do poder ateniense, Foceia aderiu-se à liga de Delos, pagando um tributo a Atenas de dois talentos. Em 412 a.C., durante a guerra do Peloponeso, Foceia rebelou-se com o restante da Jônia com a ajuda da Esparta.
Durante o período helenístico caiu sob o Império selêucida, depois sob o governo dos atálidas. Com posterioridade esteve brevemente sob domínio de Benedetto Zaccaria, o embaixador genovês do Império Bizantino; Zaccaria obteve uma considerável fortuna com as suas propriedades de Foceia.

## Moeda
Seguidores dos Lídios, os Foceus foram dos primeiros do mundo em cunhar e usar moedas como dinheiro. As suas moedas estavam feitas de electro (liga com prata e ouro). 